# Cerro Los Placeres (kulle i Chile)
Cerro Los Placeres är en kulle i Chile.   Den ligger i provinsen Provincia de Valparaíso och regionen Región de Valparaíso, i den södra delen av landet, 100 km nordväst om huvudstaden Santiago de Chile. Toppen på Cerro Los Placeres är 80 meter över havet.
Terrängen runt Cerro Los Placeres är kuperad åt sydost, men åt nordväst är den platt. Havet är nära Cerro Los Placeres åt nordväst. Runt Cerro Los Placeres är det mycket tätbefolkat, med 1 135 invånare per kvadratkilometer.. Närmaste större samhälle är Valparaíso, 3,1 km väster om Cerro Los Placeres. 
Runt Cerro Los Placeres är det i huvudsak tätbebyggt.